# Skupi
Skupi je ime arheološkog nalazišta u podnožju Zajčevog Rida (Zečjeg brda) kod sela  Zlokućani, lijevo od ušća rijeke Lepenac u rijeku Vardar, 5 kilometara od centra Skoplja, u Severnoj Makedoniji.
To je bila rimska kolonija osnovana za vrijeme cara Domicijana (81—96. n. e.) napuštena je 528. n. e. nakon što je zemljotres potpuno uništio grad.

## Istorija kolonije
Prvi pomen Skupa u pisanim izvorima je kao jedan od tračkih gradova, najverovatnije iz vremena rimskih pohoda na Dardaniju. Kod Ptolemeja, Skupi su jedan od četiri grada Dardanije u unutrašnjosti provincije Gornje Mezije.
Za vreme cara Domicijana (81—96. n. e.) je tu boravila IV Legija Klaudija, a sem njih u planskom naseljavanju na teritoriju Skupa se spominju i VII Klaudijeva legija, kao i veterani IV Makedonske legije. Po nekim pretpostavkama to je možda bio kamp dve legije, IV Scythice i V Macedonice još iz 168. p. n. e. kada su Rimljani zavladali Makedonijom, a služio je kao baza za rimsko osvajanje Mezije.
Nekoliko vekova kasnije, sa nastankom hrišćanske episkopije, raste privredni i kulturni značaj ovog grada. Iako su Na ovom mestu se razvio ceo grad, koji je jedno vreme bio sedište cara Teodosija.
Katastrofalni zemljotres 518. godine je potpuno uništio grad Skupi. Nalazište Skupi danas predstavlja jedan od najvećih rimskih gradova Balkana, sa statusom kolonije. U do sada istraženim nekropolama, koje potiču iz perioda između 1. i 4. veka pronađeno oko 1000 grobova u jugoistočnom i severozapadnom delu nalazišta, a tu je i masovna grobnici u koju je bačeno preko 200 leševa ubijenih i obezglavljenih vojnika, čiji su razbacani skeleti sada izloženi u Muzeju grada Skoplja.
Lokalitet je poznat sa kraja 20. veka, engleski arheolog Artur Evans je 1883. boravio u Skoplju i registrovao rimske zidine na Zajčevom Ridu, koje je protumačio kao ostatke akropole Skupia.
Lokalitet je iskopavan od 1935. pod rukovodstvom dr Nikole Vulića, tada je iskopavano antičko pozorište, kao i sledeće godine.

## Spoljašnje veze
- Inscriptions de la Mésie supérieure, stranice filozofskog fakulteta u Beogradu